# 高庙
高庙，位于中国广东省佛山市禅城区高庙路6号，类型为古建筑，1998年4月30日公布为佛山市文物保护单位，登录名为高庙偏厅。2006年10月25日重新公布时更改登录名为高庙。
高庙偏厅的历史年代为清代。